# Stefania marahuaquensis
Stefania marahuaquensis är en groddjursart som först beskrevs av Juan A. Rivero 1961.  Stefania marahuaquensis ingår i släktet Stefania och familjen Hemiphractidae. IUCN kategoriserar arten globalt som otillräckligt studerad. Inga underarter finns listade i Catalogue of Life.